# Jamajska choroba wymiotna

Hipoglicyna A

Hipoglicyna B

Jamajska choroba wymiotna (ang. Jamaican vomiting sickness) – zespół objawów zatrucia niedojrzałymi owocami drzewa ackee (Bligia pospolita), zawierającymi hipoglicynę A i B. Metabolit hipoglicyny A – kwas metylenocyklopropylooctowy (MCPA) – inaktywuje enzym dehydrogenazę krótko- i średniołańcuchowych acylo-CoA, powodując zahamowanie β-oksydacji. Choroba objawia się ostrymi objawami ze strony przewodu pokarmowego i hipoglikemią, w ciężkich przypadkach może dojść do depresji ośrodkowego układu nerwowego, a u pacjenta z cechą sierpowatokrwinkowości opisano piorunującą niewydolność wątroby, która wymagała przeszczepu.